# اسفند رومی بیابانی
اسفند رومی بیابانی (نام علمی: Fagonia olivieri) نام یک گونه از سرده اسفند رومی است. این سرده در ایران ۶ گونه گیاه علفی چند ساله و غالباً تیغی دارد که در مناطق جنوبی ایران به‌ویژه در مناطق بیابانی می‌رویند.